# Avia B-135
De Avia B-135 (ook wel bekend als B.135 en bij het Reichsluftfahrtministerium, het Duitse luchtvaartministerie, als Av-135) is een Tsjechoslowaaks laagdekker jachtvliegtuig gebouwd door Avia. De B-135 is ontworpen door František Novotný. De eerste vlucht vond plaats op 28 september 1938. Er zijn in totaal 13 toestellen gebouwd, waarvan één prototype en de andere twaalf tot een serieproductie voor de Bulgaarse luchtmacht behoorden. De B-135 was de productie versie van de B-35, die kort voor de oorlog was ontwikkeld. Een verschil tussen de B-135 en de B-35.3, het laatste prototype van de B-35, waren de nieuwe geheel metalen vleugels.
Het prototype, de B-135.1, ving de aandacht van Bulgaarse luchtmacht officieren die de Avia fabriek aan het bezoeken waren. Wat volgde was een contract voor de productie van twaalf B-135’s en 62 motoren, verder zouden ook nog eens vijftig motorloze B-135’s bij DAR gebouwd worden als DAR 11 Ljastuvka (Ljastuvka is Bulgaars voor Zwaluw). De fabrieken van DAR bleken echter ongeschikt dit vliegtuig te produceren. De Bulgaarse luchtmacht ontving dus alleen de B-135 die gebouwd werden in Tsjechoslowakije. Plannen voor verdere productie van dit vliegtuig werden tegengehouden door het Duitse luchtvaartministerie, zij waren ook verantwoordelijk voor de stop van het leveren van de motoren na de aflevering van 35 motoren. Ook moedigde zij de Bulgaarse luchtmacht aan om in plaats van de B-135’s, Messerschmitt Bf 109’s aan te schaffen.

## Operationele geschiedenis
In dienst hadden de B-135’s geregeld last van problemen met de motoren en werden daarom al snel ingezet als lesvliegtuigen in plaats van jagers. Vier toestellen daarentegen, kwamen wel in een luchtgevecht op 30 maart 1944 toen ze een formatie Amerikaanse bommenwerpers onderschepten die terugkwamen van een aanval op Ploiești, Roemenië. Sommige (Bulgaarse) bronnen claimen dat Luitenant Yordan Ferdinandov een B-24 Liberator heeft neergeschoten.

## Gebruikers
- Bulgarije – 12 Tsjechoslowaakse B-135’s, de 50 DAR 11’s zijn nooit geleverd

### Gerelateerde ontwikkelingen
- Avia B-35

### Vergelijkbare vliegtuigen
- Bloch MB.151
- Curtiss P-40 Warhawk
- Caudron C.714
- Dewoitine D.520
- Hawker Hurricane
- IAR 80
- Jakovlev Jak-1
- Messerschmitt Bf 109
- MiG-1
- Morane-Saulnier MS 406
- Reggiane Re.2001
- Rogožarski IK-3